# Bertrand Rioux
Pour les articles homonymes, voir Rioux.
Pas d'image ? Cliquez ici

a Compétitions nationales et continentales officielles uniquement.

Bertrand Rioux, né le 26 juin 1962 à Lyon (France), est un joueur et entraîneur français de rugby à XV. En tant que joueur, il évolue principalement au poste de demi de mêlée et parfois à celui d'ailier.
Après une carrière de joueur, au Lyon OU jusqu'en 1982 puis à l'AS Montferrand jusqu'en 1994, il est entraîneur de l'AS Montferrand de 1993 à 1995.
De 2002 à 2018, il est directeur du centre de formation de l'ASM Clermont Auvergne.

## Biographie
Bertrand Rioux naît le 26 juin 1962 à Lyon dans le département français du Rhône. Il grandit à Écully. Son père pratique le football mais il choisit le rugby à XV comme son grand-père et joue au Lyon OU.
Étudiant en STAPS à l'université Claude-Bernard-Lyon-I, il quitte l'université à l'issue de sa première année, en 1982, lorsqu'il rejoint le club de l'AS Montferrand (ASM),, recruté par l'entraîneur Michel Ringeval,. À son arrivée, le titulaire à son poste de demi de mêlée, Yves Lafarge, se blesse et il enchaîne les rencontres. Il dispute son premier match avec l'ASM contre l'USA Perpignan le 29 août 1982 puis son premier match au stade Marcel-Michelin la semaine suivante contre le SC Angoulême en Challenge Yves du Manoir.
En juin 1985, il dispute la finale du Challenge Yves du Manoir mais son équipe s'incline 21 à 16 contre le RRC Nice,,.
L'année suivante, l'AS Montferrand retourne en finale du Challenge Yves du Manoir, étant encore une fois titulaire Bertrand Rioux remporte cette compétition en venant à bout du FC Grenoble sur le score de 22 à 15,,,.
En octobre 1988, il joue son premier match au poste d'ailier, contre l'AS Béziers, poste qu'il occupe parfois lors des saisons suivantes.
Durant la saison 1993-1994, il dispute ses derniers matchs, le dernier en tant que remplaçant contre le CA Bordeaux Bègles le 12 décembre 1993, et est également entraîneur de l'AS Montferrand en compagnie de Patrick Boucheix,,. Étant professeur de sport avec option rugby, il se dit « sans doute un peu programmé » pour ce poste. Le club se rend cette année-là en finale du Championnat de France ainsi qu'en Challenge Yves du Manoir mais est défait à deux reprises,,,. Au total, il dispute 271 matchs avec le club, pour 258 points inscrits et est souvent nommé capitaine de l'équipe,.
Il quitte son poste d'entraîneur de l'ASM à l'issue de la saison 1994-1995,.
Après cela, il part entraîner durant deux ans le club du RC Riom. De 1998 à 2002, il est éducateur à l'école de rugby de l'AS Montferrand.
À partir de 2004, il succède à Jean-Marc Lhermet en tant que directeur du centre de formation de l'ASM Clermont Auvergne,. Sous sa direction, le club clermontois dispute dix-sept finales, entre 2010 et 2019, pour neuf titres entre les jeunes et les professionnels. Durant l'année 2010, le club connaît une année exceptionnelle avec le titre de champion de France pour les professionnels, les espoirs et les Crabos. Il reste à la tête du centre de formation jusqu'en 2022.
De 2014 jusqu'à juin 2024, il est également directeur de la section rugby de l'AS Montferrand omnisports.

## Palmarès
- Finaliste du Challenge Yves du Manoir en 1985 et 1994 (entraîneur-joueur) avec l'AS Montferrand.
- Vainqueur du Challenge Yves du Manoir en 1986 avec l'AS Montferrand.
- Vainqueur du Challenge Jean-Bouin en 1990 avec l'AS Montferrand.
- Finaliste du Championnat de France en 1994 (entraîneur-joueur) avec l'AS Montferrand.